# Brüsenwalde
Das Naturschutzgebiet Brüsenwalde liegt auf dem Gebiet des Landkreises Uckermark in Brandenburg.
Das 1979,65 ha große Naturschutzgebiet, das mit Verordnung vom 30. September 2009 unter Naturschutz gestellt wurde, erstreckt sich zwischen Thomsdorf, einem Wohnplatz in der Gemeinde Boitzenburger Land, im Nordwesten und Warthe, einem Ortsteil der Gemeinde Boitzenburger Land, im Südosten. Es umfasst u. a. diese Seen: Ziestsee, Großer Babarowsee und Stoitzsee.
Die Landesstraße L 15 führt von Westen nach Osten durch das Gebiet hindurch.